# Liparis pterosepala
Liparis pterosepala är en orkidéart som beskrevs av N.S.Lee, C.S.Lee och K.S.Lee. Liparis pterosepala ingår i släktet gulyxnen, och familjen orkidéer. Inga underarter finns listade i Catalogue of Life.